# Pundi Srinivasan Raghavan
Pundi Srinivasan Raghavan es un diplomático indio.
- En 1979 entró al Indian Foreign Service.
- De 1979 a 1993 fue empleado en Moscú [entonces URSS], Varsovia y Londres.
- De 1994 a 1996 tenía Exequatur como Cónsul General en la ciudad Ho Chi Minh.
- De 1997 a 1999 fue Alto Comisionado adjunto en Pretoria (Sudáfrica).
- De 2000 a 2004 fue secretario adjunto de la Oficina del primer ministro Atal Behari Vajpayee, en Nueva Delhi, que trata de Relaciones Exteriores, de la Energía Atómica, Espacio, Defensa y Seguridad Nacional.

- De 2004 a 2007 fue embajador en Praga.
- De 2007 a 2011 fue embajador en Dublín.
- En enero de 2012 fue nombrado al frente de la Administración de asociación para el desarrollo de nueva creación en el Ministerio de Asuntos Exteriores, que se encarga de la tarea de garantizar la aplicación eficaz de los programas de asociación económica de la India en los países en desarrollo.
- Del 01 de julio de 2004 a 2007 fue embajador en Praga.[1]
- De 2007 a 2011 fue embajador en Dublín.
- En noviembre de 2011 fue Coordinador de la conferencia de la Indian-Ocean Rim Associationen Bangalore..
- En marzo de 2012 fue Coordinador de la conferencia de la BRICS. en Nueva Delhi.
- En agosto de 2012, fue nombrado enviado especial del Gobierno de la India a Sudán y Sudán del Sur.
- En marzo de 2013, fue promovido como secretario especial del Ministerio de Asuntos Exteriores (India).
- En octubre de 2013, fue nombrado secretario de Relaciones Económicas en el Ministerio de Asuntos Exteriores (India).
- Desde el 16 de enero de 2014 es embajador en Moscú.[2]